# Hable con ellas
Hable con ellas (anteriormente conocido como Hable con ellas en Telecinco) fue un programa de televisión español, producido por Mediaset España en colaboración con La Fábrica de la Tele para su emisión en el canal Telecinco entre el 8 de abril de 2014 y el 29 de agosto de 2016. El espacio, que contaba con una edición de emisión semanal en horario de prime time, estaba conducido por cinco presentadoras, que iban variando en cada temporada y se estructuraba en partes diferenciadas conjuntas; entrevistas a conocidos personajes de la actualidad informativa y social, debates y actuaciones.

## Historia
Tras la retirada de Se enciende la noche de la parrilla de programación de Telecinco, el canal anunciaba a finales de marzo de 2014 la puesta en escena de un nuevo formato para el late night que sucedería al espacio capitaneado por Jordi González. Este nuevo espacio estaría inspirado en el programa estadounidense The View y, por ello, contaría en un principio con cinco mujeres que se repartirían las labores de presentación: Alyson Eckmann, Natalia Millán, Beatriz Montañez, Sandra Barneda y Yolanda Ramos.
El espacio se estrenó el 8 de abril de 2014, tras la serie El Príncipe, con más de 1,1 millones de espectadores y el 17,7% de cuota de pantalla. A lo largo de su primera etapa, comprendida entre abril y septiembre de 2014, las audiencias cosechadas eran muy irregulares; su máximo lo logró el 7 de julio, con el 21,5% de cuota, mientras que su peor dato sería la del 19 de junio (9,9% share). En sus últimas semanas de emisión la audiencia del espacio se movía en torno al 12-15%, siendo ésta una de las principales causas de su cancelación por el alto coste para producirlo. Asimismo, el resto de temporadas correrían la misma suerte.
Según Óscar Cornejo, productor ejecutivo de La Fábrica de la Tele, «hacer un show de entretenimiento con cinco presentadoras, sin que ninguna de ellas tenga un papel preponderante sobre las demás es algo inédito en España». El formato se inspira en el programa estadounidense The View.
Tras una irregular acogida por parte del público, Telecinco decidió suspender el programa dejando en el aire su vuelta, por lo que su última emisión fue el 29 de septiembre de 2014. Sin embargo, dos meses después del final del formato, la principal emisora de Mediaset España confirmó el regreso del espacio para finales de 2014 y, días más tarde, se anunciaba la fecha de estreno de la nueva etapa; ésta dio comienzo el 3 de diciembre de 2014, en el que volvieron todas sus presentadoras anteriores menos Alyson Eckmann., Tras esto, en febrero de 2015, el grupo Mediaset España anunció que volvería a dar descanso al late show debido a falta de rentabilidad, por lo que emitió el último programa de su segunda etapa el 11 de febrero de 2015. Asimismo, se confirmó una tercera etapa que comenzaría el 8 de abril de 2015, pero se aplazó debido a razones estratégicas.
Tras meses sin noticias al respecto, a principios de junio de 2016, el grupo Mediaset España anunció la vuelta del programa con una tercera temporada. Esta vez, el formato se emitiría en el prime time de Telecinco con nuevas presentadoras en el espacio. Unos días más tarde se confirmó que Sandra Barneda y Rocío Carrasco volverían a repetir como rostros femeninos al frente de la nueva etapa. Tras esto, unos días más tarde se anunciaron los fichajes de Mónica Martínez, Alba Carrillo y Soledad León de Salazar (Josep Ferré) como presentadoras de la nueva etapa.
El 20 de agosto de 2016, Mediaset España anunció el final de la tercera etapa del formato, debido a que se trataba de una oferta de verano. De este modo, el programa se despidió de los espectadores el 29 de agosto de 2016

## Equipo

### Producción
- La Fábrica de la Tele

### Dirección
- David Valldeperas (Programas 1 - 41)
- Charlie (Programas 42 - 48)

### Presentadoras
| Presentadora            | Información                            | Duración (años) | Duración (años) | Duración (años) | Programas        |
| Presentadora            | Información                            | 2014            | 2015            | 2016            | Programas        |
| ----------------------- | -------------------------------------- | --------------- | --------------- | --------------- | ---------------- |
| Sandra Barneda          | Presentadora                           |                 |                 |                 | Programa 1 - 48  |
| Yolanda Ramos           | Actriz, presentadora y humorista       |                 |                 |                 | Programa 1 - 41  |
| Alyson Eckmann          | Presentadora y actriz                  |                 |                 |                 | Programa 1 - 31  |
| Beatriz Montañez        | Presentadora                           |                 |                 |                 | Programa 1 - 17  |
| Natalia Millán          | Presentadora                           |                 |                 |                 | Programa 1 - 12  |
| Rocío Carrasco          | Presentadora                           |                 |                 |                 | Programa 15 - 48 |
| Marta Torné             | Presentadora y actriz                  |                 |                 |                 | Programa 20 - 41 |
| Mónica Martínez         | Presentadora                           |                 |                 |                 | Programa 42 - 48 |
| Alba Carrillo           | Modelo                                 |                 |                 |                 | Programa 42 - 48 |
| Soledad León de Salazar | Personaje interpretado por Josep Ferré |                 |                 |                 | Programa 42 - 48 |

#### Presentadores invitados
| Presentadora      | Información                   | Duración (años) | Duración (años) | Duración (años) | Programas        |
| Presentadora      | Información                   | 2014            | 2015            | 2016            | Programas        |
| ----------------- | ----------------------------- | --------------- | --------------- | --------------- | ---------------- |
| Paz Padilla       | Presentadora, actriz y cómica |                 |                 |                 | Programa 17      |
| Carmen Alcayde    | Presentadora y colaboradora   |                 |                 |                 | Programa 22      |
| María Patiño      | Presentadora y colaboradora   |                 |                 |                 | Programa 26 y 44 |
| Olga María Henao  | Colaboradora                  |                 |                 |                 | Programa 33      |
| José Corbacho     | Presentador y cómico          |                 |                 |                 | Programa 34      |
| Usun Yoon         | Presentadora y colaboradora   |                 |                 |                 | Programa 35      |
| Irma Soriano      | Presentadora                  |                 |                 |                 | Programa 36      |
| María Castro      | Actriz                        |                 |                 |                 | Programa 37      |
| Samanta Villar    | Presentadora y colaboradora   |                 |                 |                 | Programa 39      |
| Carlota Corredera | Presentadora                  |                 |                 |                 | Programa 45      |

### Colaboradores
- Ion Aramendi. (Programas 1-17; 29-31)
- Ximena Cordoba. (Programas 32-33 y 38)
- Carmen Lomana. (Programas 40 y 41)
- Diego Matamoros. (Programa 42)
- Olvido Hormigos. (Programa 43)
- Kiko Hernández. (Programa 43)
- Suso Álvarez . (Programa 43)
- Nagore Robles. (Programas 43 y 47)
- Makoke. (Programa 45)
- Jordi Martín. (Programa 45)
- Antonio Montero. (Programa 45)
- Ylenia Padilla. (Programa 45)
- Óscar Higares. (Programa 46)
- Máximo Valverde. (Programa 46)
- Pelayo Díaz. (Programa 47)
- Cristina Soria. (Programa 47)
- David Enguita. (Programa 47)
- Bárbara Rey. (Programa 47)
- Chelo García-Cortés. (Programa 47)
- Cuca García de Vinuesa. (Programa 48)
- Willy Toledo. (Programa 48)
- Núria Marín. (Programas 42-47)
- Carmen Alcayde. (Programas 42-48)
- Begoña Ameztoy. (Programas 42-48)
- Montse Suárez. (Programas 42-48)
- Israel García-Juez. (Programas 42-48)
- Silvia Fominaya. (Programas 42-48)
- Marian Frías. (Programas 42-48)
- Carlota Corredera. (Programas 43-46)
- Fran Nicolás. (Programas 43-48)
- Marisol Galdón. (Programas 46-48)

### Reporteros
- Eli Martín. (Programa 42)

## Episodios y audiencias

### Primera temporada: 2014
| N.º (serie) | N.º (temp.) | Invitados                                                                                  | Fecha de emisión         | Audiencia         |
| ----------- | ----------- | ------------------------------------------------------------------------------------------ | ------------------------ | ----------------- |
| 1           | 1           | «Hiba Abouk / Celia Villalobos»                                                            | 8 de abril de 2014       | 1 127 000 (17,7%) |
| 2           | 2           | «Sor Lucía Caram / Vanesa Romero / Canco Rodríguez»                                        | 15 de abril de 2014      | 817 000 (11,8%)   |
| 3           | 3           | «Stany Coppet / José Luis Moreno / Julián Contreras, Jr.»                                  | 22 de abril de 2014      | 924 000 (14,8%)   |
| 4           | 4           | «Paco León / David Cantero / Lolita Flores»                                                | 30 de abril de 2014      | 1 012 000 (15,9%) |
| 5           | 5           | «Samy Khalil / Bibiana Fernández / José Corbacho / Carmen Lomana»                          | 7 de mayo de 2014        | 1 241 000 (19,6%) |
| 6           | 6           | «Risto Mejide / Ruth Lorenzo»                                                              | 15 de mayo de 2014       | 1 214 000 (20,1%) |
| 7           | 7           | «Antonio Orozco / Mario Vaquerizo / Julio Iglesias, Jr.»                                   | 22 de mayo de 2014       | 960 000 (15,7%)   |
| 8           | 8           | «Paz Herrera / Patricia Conde / Raquel Mosquera / Santi Millán»                            | 29 de mayo de 2014       | 1 153 000 (17,8%) |
| 9           | 9           | «Raquel Sánchez Silva / Maruja Torres / Pilar Urbano / Eduardo Inda»                       | 5 de junio de 2014       | 750 000 (12,5%)   |
| 10          | 10          | «Kiko Rivera / Kátia Aveiro / Chenoa»                                                      | 12 de junio de 2014      | 1 056 000 (15,3%) |
| 11          | 11          | «Pedro Zerolo / Alessandro Lequio / Yong Li / Aitor Ocio»                                  | 19 de junio de 2014      | 969 000 (9,9%)    |
| 12          | 12          | «Alberto Isla / Carlos Latre»                                                              | 23 de junio de 2014      | 1 142 000 (18,0%) |
| 13          | 13          | «Bertín Osborne / Joaquín Cortés»                                                          | 30 de junio de 2014      | 879 000 (14,7%)   |
| 14          | 14          | «Bertín Osborne / Rafael Lomana / Camela»                                                  | 7 de julio de 2014       | 1 384 000 (21,5%) |
| 15          | 15          | «Rocío Carrasco / Carlos Baute / Emma Haslam»                                              | 14 de julio de 2014      | 1 364 000 (20,3%) |
| 16          | 16          | «David Bustamante / Poty / Rafael Amargo / Fiona Ferrer / Nubetía »                        | 21 de julio de 2014      | 783 000 (14,1%)   |
| 17          | 17          | « Paz Padilla / Risitas / Paddy Jones / Lorena Berdún / Aisman»                            | 28 de julio de 2014      | 846 000 (14,9%)   |
| 18          | 18          | «Norma Duval / Jesús Calleja / Miguel Kocina»                                              | 4 de agosto de 2014      | 615 000 (10,7%)   |
| 19          | 19          | «Azúcar Moreno / Victoria Álvarez / Pablo Puyol»                                           | 6 de agosto de 2014      | 885 000 (16,6%)   |
| 20          | 20          | «Eduardo Gómez / José Manuel Pinto / Marta Torné / La Dama»                                | 11 de agosto de 2014     | 809 000 (13,8%)   |
| 21          | 21          | «Henar Ortiz / Joaquín Prat / Tenesoya»                                                    | 13 de agosto de 2014     | 773 000 (15,4%)   |
| 22          | 22          | «Andy y Lucas / Carmen Alcayde / Marisol Ayuso / Álvaro de la Lama / Natalia»              | 18 de agosto de 2014     | 623 000 (12,0%)   |
| 23          | 23          | «Elena Furiase / Carmen Montón / Asamblea Fashion / Oriol Sàbat y Daniela Blume»           | 20 de agosto de 2014     | 573 000 (11,9%)   |
| 24          | 24          | «Miguel Ángel Revilla / Rafa Méndez / Nagore Robles y Sofía Cristo / Pablo Puyol»          | 25 de agosto de 2014     | 770 000 (13,1%)   |
| 25          | 25          | «Juan y Medio / Soraya Arnelas / Laura Manzanedo / Toon Pack»                              | 27 de agosto de 2014     | 585 000 (12,4%)   |
| 26          | 26          | «María Patiño / Los Chunguitos / La Fuerza del Destino»                                    | 1 de septiembre de 2014  | 861 000 (14,8%)   |
| 27          | 27          | «Jesús Vázquez / Rafael Lomana / Juan Peña»                                                | 3 de septiembre de 2014  | 618 000 (10,4%)   |
| 28          | 28          | «Santi Millán / Mercedes Milá / Teresa Gómez-Limón / Lara Dibildos»                        | 8 de septiembre de 2014  | 903 000 (13,5%)   |
| 29          | 29          | «Isa Pantoja / Jesús Castro / Mariam Bachir / Jesús Carroza / Josema Yuste»                | 15 de septiembre de 2014 | 1 007 000 (15,4%) |
| 30          | 30          | «Jorge Javier Vázquez / Enrique San Francisco / La curandera Adelina»                      | 22 de septiembre de 2014 | 1 022 000 (16,0%) |
| 31          | 31          | «Florentino Fernández y Dani Martínez / Toni Cantó / Antonio Velázquez y Álvaro Cervantes» | 29 de septiembre de 2014 | 822 000 (14,1%)   |

### Segunda temporada: 2014 - 2015
| N.º (serie) | N.º (temp.) | Invitados                                                                                                | Fecha de emisión        | Audiencia       |
| ----------- | ----------- | --- | ----------------------- | --------------- |
| 32          | 1           | «Ximena Córdoba / Jesús Calleja / José Antonio Maldonado / Coman & Ana (Adán y Eva)»                     | 3 de diciembre de 2014  | 794 000 (16,6%) |
| 33          | 2           | «Olga María Henao / Ruth Lorenzo / Daniel & Sonia (Adán y Eva)»                                          | 10 de diciembre de 2014 | 818 000 (16,2%) |
| 34          | 3           | «Patricia Yurena & Vanesa Klein/ Vanesa Martín / José Corbacho / Kike & Yolanda (Adán y Eva)»            | 17 de diciembre de 2014 | 741 000 (13,9%) |
| 35          | 4           | «Pablo Echenique / María Teresa Campos / Boris Izaguirre / Usun Yoon / Miguel & Sandra (Adán y Eva)»     | 23 de diciembre de 2014 | 858 000 (9,5%)  |
| 36          | 5           | «Bertín Osborne / Enrique Sánchez / Javier Cárdenas / Irma Soriano»                                      | 7 de enero de 2015      | 889 000 (12,4%) |
| 37          | 6           | «Henar Ortiz / María Castro / Paula González (GH 15) / Christian Gálvez»                                 | 14 de enero de 2015     | 787 000 (12,1%) |
| 38          | 7           | «Isa Pantoja / Ximena Córdoba / Florentino de la Florence / Albert Solà / Raquel Revuelta / Kika Lorace» | 21 de enero de 2015     | 855 000 (12,0%) |
| 39          | 8           | «Jordi González / Samanta Villar / Florentino de la Florence / Olvido Hormigos / Lara Sajén»             | 28 de enero de 2015     | 890 000 (14,9%) |
| 40          | 9           | «Pedro García Aguado / Carmen Lomana / Teresa Rodríguez / Toño Sanchís / Xuso Jones»                     | 4 de febrero de 2015    | 747 000 (14,7%) |
| 41          | 10          | «Ágatha Ruiz de la Prada / Carmen Lomana / Ángel Llácer / María Rosa (¿QQCCMH?)»                         | 11 de febrero de 2015   | 572 000 (11,7%) |

### Tercera temporada: 2016
| N.º (serie) | N.º (temp.) | Invitados                                                                       | Fecha de emisión     | Audiencia         |
| ----------- | ----------- | ------------------------------------------------------------------------------- | -------------------- | ----------------- |
| 42          | 1           | «Alba Carrillo / Rocío Carrasco / Lara Álvarez / Sergi Arola y Silvia Fominaya» | 17 de julio de 2016  | 1 196 000 (11,1%) |
| 43          | 2           | «Olvido Hormigos / Miguel Abellán / Carlota Corredera / Fran Nicolás»           | 24 de julio de 2016  | 1 159 000 (11,3%) |
| 44          | 3           | «Laura Matamoros / Fernando Arrabal / Víctor Gutiérrez / Matías Roure»          | 1 de agosto de 2016  | 1 351 000 (13,5%) |
| 45          | 4           | «Carlos Lozano / Natalia Rodríguez / Jose Luis Moreno / Ylenia Padilla»         | 8 de agosto de 2016  | 1 284 000 (13,3%) |
| 46          | 5           | «Lolita Flores / María Teresa Campos / Pocholo Martínez-Bordiú»                 | 15 de agosto de 2016 | 1 095 000 (11,5%) |
| 47          | 6           | «Bárbara Rey / Chelo García Cortés / Pelayo Díaz / Patricia "Steisy"»           | 22 de agosto de 2016 | 1 156 000 (13,5%) |
| 48          | 7           | «Terelu Campos / Carmen Borrego / Willy Toledo / Suso Álvarez y Yola Berrocal»  | 29 de agosto de 2016 | 1 118 000 (11,9%) |

## Audiencia media
Estas han sido las audiencias medias del programa Hable con ellas:
| Edición                       | Programas | Fecha                                          | Cadena    | Espacio    | Espectadores | Share |
| ----------------------------- | --------- | ---------------------------------------------- | --------- | ---------- | ------------ | ----- |
| Hable con ellas 1.ª temporada | 31        | 8 de abril de 2014 - 29 de septiembre de 2014  | Telecinco | Late night | 920 000      | 15,0% |
| Hable con ellas 2.ª temporada | 10        | 3 de diciembre de 2014 - 11 de febrero de 2015 | Telecinco | Late night | 795 000      | 13,4% |
| Hable con ellas 3.ª temporada | 7         | 17 de julio de 2016 - 29 de agosto de 2016     | Telecinco | Prime time | 1 194 000    | 12,3% |